# Raúl Marcelo Vázquez
Raúl Marcelo Vázquez Vázquez (nascido em 16 de janeiro de 1948) é um ex-ciclista olímpico cubano. Representou sua nação nos Jogos Olímpicos de Verão de 1968, 1972 e 1976.